# Amphoe Ban Hong

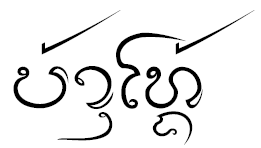
„Ban Hong“ in Lanna-Schrift

Amphoe Ban Hong (Thai อำเภอ บ้านโฮ่ง, Aussprache: ʔāmpʰɤ̄ː bâːn hôːŋ) ist ein Landkreis (Amphoe – Verwaltungs-Distrikt) der Provinz Lamphun. Die Provinz Lamphun liegt in der Nordregion von Thailand.

## Geographie
Benachbarte Landkreise (von Norden im Uhrzeigersinn): die Amphoe Wiang Nong Long, Pa Sang, Mae Tha, Thung Hua Chang und Li der Provinz Lamphun, sowie Hot und Chom Thong der Provinz Chiang Mai.

## Geschichte
Ban Hong wurde im Jahr 1917 als „Zweigkreis“ (King Amphoe) gegründet, bestehend aus Tambon, die vom Kreis Pa Sang abgespalten wurden. Am 24. Juni 1956 erhielt der Unterbezirk den vollen Amphoe-Status.

## Verwaltung

### Provinzverwaltung
Der Landkreis Ban Hong ist in fünf Tambon („Unterbezirke“ oder „Gemeinden“) eingeteilt, die sich weiter in 62 Muban („Dörfer“) unterteilen.
| Nr. | Name           | Thai         | Muban | Einw.  |
| --- | -------------- | ------------ | ----- | ------ |
| 01. | Ban Hong       | บ้านโฮ่ง       | 18    | 14.535 |
| 02. | Pa Phlu        | ป่าพลู         | 14    | 07.663 |
| 03. | Lao Yao        | เหล่ายาว      | 13    | 09.107 |
| 04. | Si Tia         | ศรีเตี้ย        | 09    | 05.848 |
| 05. | Nong Pla Sawai | หนองปลาสะวาย | 08    | 04.017 |

### Lokalverwaltung
Es gibt zwei Kommunen mit „Kleinstadt“-Status (Thesaban Tambon) im Landkreis:
- Ban Hong (Thai: เทศบาลตำบลบ้านโฮ่ง) bestehend aus Teilen des Tambon Ban Hong.
- Si Tia (Thai: เทศบาลตำบลศรีเตี้ย) bestehend aus dem kompletten Tambon Si Tia.

Außerdem gibt es vier „Tambon-Verwaltungsorganisationen“ (องค์การบริหารส่วนตำบล – Tambon Administrative Organizations, TAO)
- Wiang Kan (Thai: องค์การบริหารส่วนตำบลเวียงกานต์) bestehend aus Teilen des Tambon Ban Hong.
- Pa Phlu (Thai: องค์การบริหารส่วนตำบลป่าพลู) bestehend aus dem kompletten Tambon Pa Phlu.
- Lao Yao (Thai: องค์การบริหารส่วนตำบลเหล่ายาว) bestehend aus dem kompletten Tambon Lao Yao.
- Nong Pla Sawai (Thai: องค์การบริหารส่วนตำบลหนองปลาสะวาย) bestehend aus dem kompletten Tambon Nong Pla Sawai.